# Joseph Pasteur
Pour les articles homonymes, voir Pasteur.
Joseph Rocchesani, dit Joseph Pasteur, né le 19 octobre 1921 à Bastia et mort le 3 avril 2011 à Marseille, est un journaliste et présentateur de télévision français.

## Biographie
Joseph Pasteur est l'un des pionniers de la télévision française dès 1959, comme présentateur du journal jusqu'en 1963. Il a auparavant fait ses premières armes sur Radio Brazzaville, en République du Congo, puis en tant que correspondant parisien de Radio Maroc.
En 1962, il fait la première mondovision, puis est suspendu en mars après avoir créé le Syndicat des journalistes de radio et de télévision, qui réussit pourtant une percée aux élections professionnelles. Une sanction qui contribuera à la grève à la Radiodiffusion-télévision française d'octobre 1962. L'ensemble des syndicats de la RTF se rend alors auprès de Robert Bordaz, directeur général de la Radiodiffusion-télévision française, qui affirme selon le compte rendu syndical de la réunion qu'il n'a aucun grief contre lui.
Il participe ensuite notamment à Cinq colonnes à la Une et présente Télé Dimanche et Sports Dimanche de 1969 a 1972. En 1967, il participe à l'élaboration et à la création des Dossiers de l'écran, qu'il présente deux fois par mois le mardi soir, de 1967 jusqu'en 1980, sur la deuxième chaîne de l'ORTF puis Antenne 2, en alternance à Alain Jérôme. Ce rendez-vous est pour lui l'occasion de faire briller son goût pour la polémique.
Déjà rédacteur en chef, il est, d'octobre 1971 à juillet 1972, le premier présentateur unique du JT de 20h.
En 1981, il reste sur Antenne 2 après l'arrivée de la gauche au pouvoir et devient conseiller pour l'information et les programmes de la chaîne auprès de Pierre Desgraupes. Il prend sa retraite en 1986, mais revient huit ans plus tard dans l'audiovisuel en prenant la présidence de Télé Monte-Carlo de 1994 à 2001.
Marié en 1949, il est le père d'une fille : Marie-Françoise, née en 1943.